# Pertes militaires françaises en Afghanistan
Les pertes militaires françaises en Afghanistan sont, en juillet 2017, de 90 militaires (combat, accident, autres causes) dont 4 commandos marine et 12 légionnaires dont un officier,,. Le plus grand nombre de militaires français tués en une seule fois l'ont été durant la nuit du 18 au 19 août 2008 dans la province de UZBIN, au nord-est de Kaboul. Au cours de cet engagement 10 soldats français et un interprète afghan sont tués, et près d'une vingtaine d'autres militaires sont blessés. Cet engagement a fait fortement polémique par sa préparation car l'absence de renforts et l'absence de réaction de la hiérarchie durant plusieurs heures serait due à des carences dans la chaine de commandement française. À la suite de cette polémique, les premières enquêtes internes militaires n'ayant donné aucun résultat, des familles de victimes ont décidé de porter plainte au civil pour meurtre car les récits des survivants et les rapports officiels sont incohérents. En 2017, l'enquête est toujours en cours.
Un rapport sur les pertes militaires françaises en opérations extérieures depuis 1963 publié en octobre 2011 fait état de 76 décès, mettant ce théâtre d'opération au 4e rang des opérations les plus meurtrières depuis la fin de la guerre d'Algérie.
Il y a eu, entre 2005 et janvier 2010, 300 blessés, dont 155 en 2009. Au 14 mai 2010, on comptabilise 41 blessés lors de combats en 2009 et 33 depuis le début de 2010. Sur ces 74 blessés au combat, 19 ont fait l'objet d'une évacuation vers la France à bord d'avions médicalisés. Plus de la moitié de ces blessés ont été victimes d'engins explosifs improvisés. Début mai 2012, le nombre de blessés ayant bénéficié d'une interruption de service supérieure à un mois s’établit à environ 700.

## Liste
Les données de ce tableau proviennent du site Mémoires des Hommes : chaque militaire décédé a une fiche.
Les militaires sont classés par date de décès et nom de famille.
L'âge est calculé à partir d'un modèle. Ne pas modifier.
| #  | Date       | Nom                   | Prénom         | Sexe | Âge | Armée      | Grade                          | Catégorie         | Garnison         | Garnison                  | Garnison | Opération      | Cause du décès   | Mention Mort pour la France | Mention Mort pour la France | Lieu du décès  | Lieu du décès | Lieu du décès | Dpt/Pays de naissance |
| #  | Date       | Nom                   | Prénom         | Sexe | Âge | Armée      | Grade                          | Catégorie         | Unité            | Ville                     | Dpt/Pays | Opération      | Cause du décès   | Oui/Non                     | Date                        | Ville/District | Province      | Pays          | Dpt/Pays de naissance |
| -- | ---------- | --------------------- | -------------- | ---- | --- | ---------- | ------------------------------ | ----------------- | ---------------- | ------------------------- | -------- | -------------- | ---------------- | --------------------------- | --------------------------- | -------------- | ------------- | ------------- | --------------------- |
| 1  | 31/08/2004 | Yagci                 | Murat          | H    | 21  | Terre      | Caporal                        | Militaire du rang | 1° RPIMa         | Bayonne                   | 64       | Héraclès       | Autre            | Oui                         | --                          | Lyon           | --            | France        | 74                    |
| 2  | 21/10/2004 | Kingue Eithel Abraham | Simah          | H    | 22  | Terre      | Maréchal des logis             | Sous-officier     | 3° RH            | Metz                      | 57       | Pamir          | Accident         | Oui                         | --                          | Kaboul         | Kaboul        | Afghanistan   | 75                    |
| 3  | 21/10/2004 | Jean-Baptiste         | Thierry        | H    | 29  | Terre      | 1re classe                     | Militaire du rang | 3° RH            | Metz                      | 57       | Pamir          | Accident         | Oui                         | --                          | Kaboul         | Kaboul        | Afghanistan   | 75                    |
| 4  | 11/02/2005 | Karsanov              | Alan           | H    | 33  | Terre      | Caporal                        | Militaire du rang | 2° REI           | Nîmes                     | 30       | Pamir          | Autre            | Non                         | --                          | Kaboul         | Kaboul        | Afghanistan   | Russie                |
| 5  | 17/09/2005 | Crupel                | Cédric         | H    | 28  | Terre      | Caporal-chef                   | Militaire du rang | 1° RPIMa         | Bayonne                   | 64       | Pamir          | Action de combat | Oui                         | --                          | Spin Boldak    | Kandahâr      | Afghanistan   | 91                    |
| 6  | 04/03/2006 | Le Page               | Loïc           | H    | 30  | Marine     | Maître principal               | Officier marinier | Commando Trépel  | Lorient                   | 56       | Héraclès       | Action de combat | Oui                         | --                          | Kandahâr       | Kandahâr      | Afghanistan   | 34                    |
| 7  | 19/04/2006 | Sarrazin              | Gilles         | H    | 47  | Terre      | Major                          | Sous-officier     | EAG              | Angers                    | 49       | Héraclès       | Autre            | Oui                         | --                          | Panj           | Kandahâr      | Tadjikistan   | 77                    |
| 8  | 15/05/2006 | Elward                | Kamel          | H    | 21  | Terre      | 1re classe                     | Militaire du rang | 17° RGP          | Montauban                 | 82       | Pamir          | Action de combat | Oui                         | --                          | Kaboul         | Kaboul        | Afghanistan   | 64                    |
| 9  | 20/05/2006 | Gazeau                | Joël           | H    | 35  | Terre      | Adjudant-chef                  | Sous-officier     | 1° RPIMa         | Bayonne                   | 64       | Héraclès       | Action de combat | Oui                         | --                          | Kajaki Sufla   | Helmand       | Afghanistan   | 46                    |
| 10 | 20/05/2006 | Poulain               | David          | H    | 36  | Terre      | Caporal-chef                   | Militaire du rang | 1° RPIMa         | Bayonne                   | 64       | Héraclès       | Action de combat | Oui                         | --                          | Kajaki Sufla   | Helmand       | Afghanistan   | 59                    |
| 11 | 25/08/2006 | Paré                  | Frédéric       | H    | 34  | Marine     | Maître principal               | Officier marinier | Commando marine  | Lorient                   | 56       | Héraclès       | Action de combat | Oui                         | --                          | Khogyani       | Nangarhâr     | Afghanistan   | 13                    |
| 12 | 25/08/2006 | Planelles             | Sébastien      | H    | 27  | Air        | Caporal-chef                   | Militaire du rang | CPA 10           | Orléans                   | 45       | Héraclès       | Action de combat | Oui                         | --                          | Khogyani       | Nangarhâr     | Afghanistan   | 94                    |
| 13 | 25/07/2007 | Correia               | Pascal         | H    | 40  | Terre      | Adjudant-chef                  | Sous-officier     | 1°RCP            | Pamiers                   | 09       | Pamir          | Action de combat | Oui                         | --                          | Kaboul         | Kaboul        | Afghanistan   | 70                    |
| 14 | 23/08/2007 | Rieu                  | Stéphane       | H    | 30  | Terre      | Maréchal des logis             | Sous-officier     | 1° RHP           | Tarbes                    | 65       | Pamir          | Accident         | Oui                         | --                          | Kaboul         | Kaboul        | Afghanistan   | 65                    |
| 15 | 21/09/2007 | Pican                 | Laurent        | H    | 33  | Terre      | Adjudant-chef                  | Sous-officier     | 13° BCA          | Barby                     | 73       | Pamir          | Action de combat | Oui                         | --                          | Kaboul         | Kaboul        | Afghanistan   | 50                    |
| 16 | 18/08/2008 | Baouma                | Melam          | H    | 22  | Terre      | Caporal                        | Militaire du rang | RMT              | Meyenheim                 | 68       | Pamir          | Accident         | Oui                         | --                          | Sper Kundai    | Kaboul        | Afghanistan   | 988                   |
| 17 | 18/08/2008 | Buil                  | Damien         | H    | 31  | Terre      | Sergent                        | Sous-officier     | 8° RPIMa         | Castres                   | 81       | Pamir          | Action de combat | Oui                         | --                          | Sper Kundai    | Kaboul        | Afghanistan   | 33                    |
| 18 | 18/08/2008 | Chassaing             | Kevin          | H    | 19  | Terre      | Caporal                        | Militaire du rang | 8° RPIMa         | Castres                   | 81       | Pamir          | Action de combat | Oui                         | --                          | Sper Kundai    | Kaboul        | Afghanistan   | 33                    |
| 19 | 18/08/2008 | Devez                 | Sébastien      | H    | 29  | Terre      | Adjudant                       | Sous-officier     | 8° RPIMa         | Castres                   | 81       | Pamir          | Action de combat | Oui                         | --                          | Sper Kundai    | Kaboul        | Afghanistan   | 15                    |
| 20 | 18/08/2008 | Gaillet               | Damien         | H    | 20  | Terre      | Caporal                        | Militaire du rang | 8° RPIMa         | Castres                   | 81       | Pamir          | Action de combat | Oui                         | --                          | Sper Kundai    | Kaboul        | Afghanistan   | 14                    |
| 21 | 18/08/2008 | Gregoire              | Nicolas        | H    | 25  | Terre      | Sergent                        | Sous-officier     | 8° RPIMa         | Castres                   | 81       | Pamir          | Action de combat | Oui                         | --                          | Sper Kundai    | Kaboul        | Afghanistan   | 92                    |
| 22 | 18/08/2008 | Le Pahun              | Julien         | H    | 19  | Terre      | Caporal                        | Militaire du rang | 8° RPIMa         | Castres                   | 81       | Pamir          | Action de combat | Oui                         | --                          | Sper Kundai    | Kaboul        | Afghanistan   | 94                    |
| 23 | 18/08/2008 | Penon                 | Rodolphe       | H    | 40  | Terre      | Sergent                        | Sous-officier     | 2° REP           | Calvi                     | 2B       | Pamir          | Action de combat | Oui                         | --                          | Sper Kundai    | Kaboul        | Afghanistan   | 66                    |
| 24 | 18/08/2008 | Rivière               | Anthony        | H    | 21  | Terre      | Caporal                        | Militaire du rang | 8° RPIMa         | Castres                   | 81       | Pamir          | Action de combat | Oui                         | --                          | Sper Kundai    | Kaboul        | Afghanistan   | 974                   |
| 25 | 18/08/2008 | Taani                 | Alexis         | H    | 20  | Terre      | Caporal                        | Militaire du rang | 8° RPIMa         | Castres                   | 81       | Pamir          | Action de combat | Oui                         | --                          | Sper Kundai    | Kaboul        | Afghanistan   | 75                    |
| 26 | 22/11/2008 | Rey                   | Nicolas        | H    | 31  | Terre      | Adjudant-chef                  | Sous-officier     | 3° RG            | Charleville-Mézières      | 08       | Pamir          | Action de combat | Oui                         | --                          | Darulaman      | Kaboul        | Afghanistan   | 81                    |
| 27 | 11/02/2009 | Sonzogni              | Patrice        | H    | 45  | Terre      | Commandant                     | Officier          | 35° RAP          | Tarbes                    | 65       | --             | Action de combat | Oui                         | --                          | Pol-e-Alam     | Lôgar         | Afghanistan   | 25                    |
| 28 | 14/03/2009 | Belda                 | Nicolas        | H    | 22  | Terre      | Caporal-chef                   | Militaire du rang | 27° BCA          | Annecy                    | 74       | Pamir          | Action de combat | Oui                         | --                          | Alasaï         | Kapisa        | Afghanistan   | 81                    |
| 29 | 24/05/2009 | Barateau              | Guillaume      | H    | 30  | Terre      | Caporal-chef                   | Militaire du rang | AMT              | --                        | --       | Pamir          | Autre            | Non                         | --                          | Darulaman      | Kaboul        | Afghanistan   | 37                    |
| 30 | 01/08/2009 | Bodin                 | Anthony        | H    | 22  | Terre      | Caporal                        | Militaire du rang | 3° RIMa          | Vannes                    | 56       | Pamir          | Action de combat | Oui                         | --                          | Afghanya       | Kapisa        | Afghanistan   | 22                    |
| 31 | 04/09/2009 | Naguin                | Johan          | H    | 24  | Terre      | Caporal                        | Militaire du rang | 3° RIMa          | Vannes                    | 56       | Pamir          | Action de combat | Oui                         | --                          | Showkhi        | Kapisa        | Afghanistan   | 974                   |
| 32 | 06/09/2009 | Rousselle             | Thomas         | H    | 30  | Terre      | Caporal-chef                   | Militaire du rang | 3° RIMa          | Vannes                    | 56       | Pamir          | Action de combat | Oui                         | --                          | Landsthul      | --            | Allemagne     | 91                    |
| 33 | 26/09/2009 | Hertach               | Yann           | H    | 37  | Terre      | Adjudant                       | Sous-officier     | 13° RDP          | Dieuze                    | 57       | Pamir          | Autre            | Oui                         | --                          | Afghanya       | Kapisa        | Afghanistan   | Suisse                |
| 34 | 26/09/2009 | Lemoine               | Kevin          | H    | 20  | Terre      | 1re classe                     | Militaire du rang | 3° RIMa          | Vannes                    | 56       | Pamir          | Autre            | Oui                         | --                          | Afghanya       | Kapisa        | Afghanistan   | 37                    |
| 35 | 26/09/2009 | Poirier               | Gabriel        | H    | 23  | Terre      | Brigadier                      | Militaire du rang | 13° RDP          | Dieuze                    | 57       | Pamir          | Autre            | Oui                         | --                          | Afghanya       | Kapisa        | Afghanistan   | 75                    |
| 36 | 27/09/2009 | Chechulin             | Ihor           | H    | 34  | Terre      | Caporal-chef                   | Militaire du rang | 2° REI           | Nîmes                     | 30       | Pamir          | Accident         | Oui                         | --                          | Kaboul         | Kaboul        | Afghanistan   | Russie                |
| 37 | 08/10/2009 | Hivin-Gérard          | Johann         | H    | 29  | Terre      | Sergent                        | Sous-officier     | 3° RIMa          | Vannes                    | 56       | Pamir          | Action de combat | Oui                         | --                          | Clamart        | --            | France        | 59                    |
| 38 | 11/01/2010 | Toinette              | Mathieu        | H    | 27  | Terre      | Sergent-chef                   | Sous-officier     | 402° RA          | Châlons-en-Champagne      | 51       | Pamir          | Action de combat | Oui                         | --                          | Alasaï         | Kapisa        | Afghanistan   | 51                    |
| 39 | 12/01/2010 | Roullier              | Fabrice        | H    | 39  | Terre      | Lieutenant-colonel             | Officier          | 1° BM            | Châlons-en-Champagne      | 51       | Pamir          | Action de combat | Oui                         | --                          | Bagram         | Parwân        | Afghanistan   | 14                    |
| 40 | 13/01/2010 | Diop                  | Harouna        | H    | 40  | Terre      | Maréchal-des-logis-chef        | Sous-officier     | 517° RT          | Châteauroux               | 36       | Pamir          | Action de combat | Oui                         | --                          | Kaboul         | Kaboul        | Afghanistan   | Sénégal               |
| 41 | 09/02/2010 | Libaert               | Enguerrand     | H    | 20  | Terre      | Caporal                        | Militaire du rang | 13e BCA          | Barby                     | 73       | Pamir          | Action de combat | Oui                         | --                          | Tatarkhel      | Kapisa        | Afghanistan   | 69                    |
| 42 | 08/04/2010 | Hutnik                | Robert         | H    | 23  | Terre      | Caporal                        | Militaire du rang | 2° REP           | Calvi                     | 2B       | Pamir          | Autre            | Oui                         | --                          | Kaboul         | Kaboul        | Afghanistan   | Slovaquie             |
| 43 | 22/05/2010 | Barek-Deligny         | Christophe     | H    | 38  | Terre      | Capitaine                      | Officier          | 3° RG            | Charleville-Mézières      | 08       | Pamir          | Action de combat | Oui                         | --                          | Tarin Kowt     | Orozgân       | Afghanistan   | 75                    |
| 44 | 07/06/2010 | Rygiel                | Konrad Piotr   | H    | 28  | Terre      | Sergent-chef                   | Sous-officier     | 2° REP           | Calvi                     | 2B       | Pamir          | Action de combat | Oui                         | --                          | Shelwatay      | Kapisa        | Afghanistan   | Pologne               |
| 45 | 18/06/2010 | Cocol                 | Steeve         | H    | 29  | Terre      | Brigadier-chef                 | Militaire du rang | 1° RHP           | Tarbes                    | 65       | Pamir          | Autre            | Oui                         | --                          | Kaboul         | Kaboul        | Afghanistan   | 91                    |
| 46 | 06/07/2010 | Mosic                 | Laurent        | H    | 38  | Terre      | Adjudant                       | Sous-officier     | 13° RG           | Valdahon                  | 25       | Pamir          | Autre            | Oui                         | --                          | Kaboul         | Kaboul        | Afghanistan   | 74                    |
| 47 | 10/08/2010 | Maury                 | Antoine        | H    | 20  | Terre      | 1re classe                     | Militaire du rang | 1° RM            | Châtel-Saint-Germain      | 57       | Pamir          | Autre            | Non                         | --                          | Kaboul         | Kaboul        | Afghanistan   | 72                    |
| 48 | 23/08/2010 | Mezzasalma            | Lorenzo        | H    | 43  | Terre      | Capitaine                      | Officier          | 21° RIMa         | Fréjus                    | 83       | Pamir          | Action de combat | Oui                         | --                          | Ganikhel       | Kapisa        | Afghanistan   | 75                    |
| 49 | 23/08/2010 | Panezyck              | Jean-Nicolas   | H    | 25  | Terre      | Caporal-chef                   | Militaire du rang | 21° RIMa         | Fréjus                    | 83       | Hermès Burrow  | Action de combat | Oui                         | --                          | Ganikhel       | Kapisa        | Afghanistan   | 75                    |
| 50 | 30/08/2010 | Enaux                 | Hervé          | H    | 35  | Terre      | Adjudant-chef                  | Sous-officier     | 35° RI           | Belfort                   | 90       | Bison Buffer 2 | Accident         | Oui                         | --                          | Kaboul         | Kaboul        | Afghanistan   | 88                    |
| 51 | 15/10/2010 | Miloche               | Thibault       | H    | 39  | Terre      | Infirmier de classe supérieure | Sous-officier     | 126° RI          | Brive-la-Gaillarde        | 19       | Pamir          | Action de combat | Oui                         | --                          | Kaboul         | Kaboul        | Afghanistan   | Madagascar            |
| 52 | 17/12/2010 | Dupin                 | Benoît         | H    | 34  | Terre      | Commandant                     | Officier          | 2° REG           | Saint-Christol            | 84       | Pamir          | Action de combat | Oui                         | --                          | Jalokhel       | Kapisa        | Afghanistan   | 37                    |
| 53 | 17/12/2010 | Lefort                | Jonathan       | H    | 28  | Marine     | Second maître                  | Officier marinier | Commando Trépel  | Lorient                   | 56       | Pamir          | Autre            | Oui                         | --                          | Kaboul         | Kaboul        | Afghanistan   | 54                    |
| 54 | 08/01/2011 | Guinaud               | Hervé          | H    | 42  | Terre      | Sergent                        | Sous-officier     | RICMa            | Poitiers                  | 86       | Pamir          | Autre            | Oui                         | --                          | Mirkhel        | Kapisa        | Afghanistan   | 16                    |
| 55 | 19/02/2011 | Chamarier             | Clément        | H    | 19  | Terre      | Caporal-chef                   | Militaire du rang | 7° BCA           | Varces-Allières-et-Risset | 38       | Pamir          | Autre            | Oui                         | --                          | Kaboul         | Kaboul        | Afghanistan   | 38                    |
| 56 | 24/02/2011 | Fauquembergue         | Bruno          | H    | 42  | Terre      | Adjudant-chef                  | Sous-officier     | CFT              | Lille                     | 59       | Pamir          | Autre            | Non                         | --                          | Kaboul         | Kaboul        | Afghanistan   | 62                    |
| 57 | 20/04/2011 | Rivière               | Alexandre      | H    | 22  | Terre      | Caporal-chef                   | Militaire du rang | 2° RIMa          | Le Mans                   | 72       | Pamir          | Action de combat | Oui                         | --                          | Payendakhel    | Kapisa        | Afghanistan   | 974                   |
| 58 | 10/05/2011 | Roperh                | Loïc           | H    | 24  | Terre      | Caporal                        | Militaire du rang | 13° RG           | Valdahon                  | 25       | Pamir          | Autre            | Oui                         | --                          | Tagab          | Kapisa        | Afghanistan   | 75                    |
| 59 | 18/05/2011 | Louaisil              | Cyril          | H    | 24  | Terre      | 1re classe                     | Militaire du rang | 2° RIMa          | Le Mans                   | 72       | Pamir          | Autre            | Oui                         | --                          | Tagab          | Kapisa        | Afghanistan   | 53                    |
| 60 | 01/06/2011 | Nunes-Patego          | Guillaume      | H    | 30  | Terre      | Sergent                        | Sous-officier     | 17° RGP          | Montauban                 | 82       | Pamir          | Action de combat | Oui                         | --                          | Khargayan      | Kapisa        | Afghanistan   | 81                    |
| 61 | 10/06/2011 | Chevalier             | Lionel         | H    | 24  | Terre      | Caporal-chef                   | Militaire du rang | 35° RI           | Belfort                   | 90       | Pamir          | Autre            | Oui                         | --                          | Kaboul         | Kaboul        | Afghanistan   | 59                    |
| 62 | 10/06/2011 | Gaudin                | Matthieu       | H    | 37  | Terre      | Lieutenant                     | Officier          | 3° RHC           | Étain                     | 55       | Pamir          | Accident         | Oui                         | --                          | Bagram         | Parwân        | Afghanistan   | 63                    |
| 63 | 18/06/2011 | Morillon              | Florian        | H    | 21  | Terre      | Caporal                        | Militaire du rang | 1°RCP            | Pamiers                   | 09       | Endurance      | Action de combat | Oui                         | --                          | Kaboul         | Kaboul        | Afghanistan   | 38                    |
| 64 | 25/06/2011 | Hugodot               | Cyrille        | H    | 24  | Terre      | Caporal-chef                   | Militaire du rang | 1°RCP            | Pamiers                   | 09       | Pamir          | Action de combat | Oui                         | --                          | Kaboul         | Kaboul        | Afghanistan   | 27                    |
| 65 | 11/07/2011 | Kovac                 | Clément        | H    | 22  | Terre      | Brigadier-chef                 | Militaire du rang | 1er RCH          | Thierville-sur-Meuse      | 55       | Pamir          | Autre            | Oui                         | --                          | Kaboul         | Kaboul        | Afghanistan   | 80                    |
| 66 | 13/07/2011 | Gauvin                | Thomas         | H    | 27  | Terre      | Capitaine                      | Officier          | 1°RCP            | Pamiers                   | 09       | Pamir          | Action de combat | Oui                         | --                          | Joybar         | Kapisa        | Afghanistan   | 14                    |
| 67 | 13/07/2011 | Gueniat               | Jean-Marc      | H    | 36  | Terre      | Adjudant-chef                  | Sous-officier     | 17° RGP          | Montauban                 | 82       | Pamir          | Action de combat | Oui                         | --                          | Joybar         | Kapisa        | Afghanistan   | 92                    |
| 68 | 13/07/2011 | Marsol                | Laurent        | H    | 35  | Terre      | Adjudant-chef                  | Sous-officier     | 1°RCP            | Pamiers                   | 09       | Pamir          | Action de combat | Oui                         | --                          | Joybar         | Kapisa        | Afghanistan   | 31                    |
| 69 | 13/07/2011 | Técher                | Emmanuel       | H    | 38  | Terre      | Adjudant-chef                  | Sous-officier     | 17° RGP          | Montauban                 | 82       | Pamir          | Action de combat | Oui                         | --                          | Joybar         | Kapisa        | Afghanistan   | 08                    |
| 70 | 13/07/2011 | Vermeille             | Sébastien      | H    | 30  | Interarmée | Sergent                        | Sous-officier     | ECPAD            | Ivry-sur-Seine            | 94       | Pamir          | Action de combat | Oui                         | --                          | Joybar         | Kapisa        | Afghanistan   | 84                    |
| 71 | 14/07/2011 | Bourdet               | Benjamin       | H    | 30  | Marine     | Second maître                  | Officier-marinier | Commando Jaubert | Lorient                   | 56       | Pamir          | Action de combat | Oui                         | --                          | Shekut         | Kapisa        | Afghanistan   | 50                    |
| 72 | 07/08/2011 | Jansen                | Gerhardus      | H    | 24  | Terre      | Caporal                        | Militaire du rang | 2° REP           | Calvi                     | 2B       | Pamir          | Action de combat | Oui                         | --                          | Nawrozkhel     | Kapisa        | Afghanistan   | Afrique du Sud        |
| 73 | 07/08/2011 | Thapa                 | Kisan Bahadur  | H    | 30  | Terre      | Caporal-chef                   | Militaire du rang | 2° REP           | Calvi                     | 2B       | Pamir          | Action de combat | Oui                         | --                          | Nawrozkhel     | Kapisa        | Afghanistan   | Népal                 |
| 74 | 11/08/2011 | Housseini Ali         | Facrou         | H    | 32  | Terre      | Sergent                        | Sous-officier     | 19° RG           | Besançon                  | 25       | Pamir          | Action de combat | Oui                         | --                          | Shalcray       | --            | Afghanistan   | Comores               |
| 75 | 14/08/2011 | Levrel                | Camille        | H    | 36  | Terre      | Capitaine                      | Officier          | 152° RI          | Colmar                    | 68       | Pamir          | Action de combat | Oui                         | --                          | Omarkhel       | Kapisa        | Afghanistan   | 35                    |
| 76 | 07/09/2011 | Tholy                 | Valery         | H    | 35  | Terre      | Capitaine                      | Officier          | 17° RGP          | Montauban                 | 82       | Pamir          | Action de combat | Oui                         | --                          | Mobayan        | Kapisa        | Afghanistan   | 21                    |
| 77 | 14/11/2011 | Franjkovic            | Goran          | H    | 25  | Terre      | 1re classe                     | Militaire du rang | 2° REG           | Saint-Christol            | 84       | Pamir          | Action de combat | Oui                         | --                          | Kaboul         | Kaboul        | Afghanistan   | Serbie                |
| 78 | 28/12/2011 | El Gharrafi           | Mohammed       | H    | 39  | Terre      | Adjudant-chef                  | Sous-officier     | 2° REG           | Saint-Christol            | 84       | Pamir          | Action de combat | Oui                         | --                          | Jangali        | Kapisa        | Afghanistan   | Maroc                 |
| 79 | 28/12/2011 | Zingarelli            | Damien         | H    | 27  | Terre      | Sergent                        | Sous-officier     | 2° REG           | Saint-Christol            | 84       | Pamir          | Action de combat | Oui                         | --                          | Jangali        | Kapisa        | Afghanistan   | 39                    |
| 80 | 20/01/2012 | Baumela               | Geoffrey       | H    | 27  | Terre      | Maréchal des logis             | Militaire du rang | 93° RAM          | Varces-Allières-et-Risset | 38       | Pamir          | Action de combat | Oui                         | --                          | Gwan           | Kapisa        | Afghanistan   | 38                    |
| 81 | 20/01/2012 | Estin                 | Denis          | H    | 45  | Terre      | Adjudant-chef                  | Sous-officier     | 93° RAM          | Varces-Allières-et-Risset | 38       | Pamir          | Action de combat | Oui                         | --                          | Gwan           | Kapisa        | Afghanistan   | 59                    |
| 82 | 20/01/2012 | Simeonov              | Svilen         | H    | 34  | Terre      | Sergent-chef                   | Sous-officier     | 2° REG           | Saint-Christol            | 84       | Pamir          | Action de combat | Oui                         | --                          | Gwan           | Kapisa        | Afghanistan   | Bulgarie              |
| 83 | 20/01/2012 | Willm                 | Fabien         | H    | 43  | Terre      | Adjudant-chef                  | Sous-officier     | 93° RAM          | Varces-Allières-et-Risset | 38       | Pamir          | Action de combat | Oui                         | --                          | Gwan           | Kapisa        | Afghanistan   | 67                    |
| 84 | 23/03/2012 | Schnetterlé           | Christophe     | H    | 45  | Terre      | Capitaine                      | Officier          | 93° RAM          | Varces-Allières-et-Risset | 38       | Pamir          | Action de combat | Oui                         | --                          | Paris          | --            | France        | 38                    |
| 85 | 09/06/2012 | Lumineau              | Pierre-Olivier | H    | 26  | Terre      | Sergent-chef                   | Sous-officier     | 40° RA           | Suippes                   | 51       | Pamir          | Action de combat | Oui                         | --                          | Nijrab         | Kapisa        | Afghanistan   | 72                    |
| 86 | 09/06/2012 | Marcillan             | Yoann          | H    | 24  | Terre      | Brigadier-chef                 | Militaire du rang | 40° RA           | Suippes                   | 51       | Pamir          | Action de combat | Oui                         | --                          | Nijrab         | Kapisa        | Afghanistan   | 33                    |
| 87 | 09/06/2012 | Prudhom               | Stéphane       | H    | 32  | Terre      | Adjudant                       | Sous-officier     | 40° RA           | Suippes                   | 51       | Pamir          | Action de combat | Oui                         | --                          | Nijrab         | Kapisa        | Afghanistan   | 95                    |
| 88 | 09/06/2012 | Serrat                | Thierry        | H    | 46  | Interarmée | Major                          | Sous-officier     | GIACM            | Lyon                      | 69       | Pamir          | Action de combat | Oui                         | --                          | Nijrab         | Kapisa        | Afghanistan   | 54                    |
| 89 | 07/08/2012 | Bouzet                | Franck         | H    | 45  | Terre      | Adjudant-chef                  | Sous-officier     | 13° BCA          | Barby                     | 73       | Pamir          | Action de combat | Oui                         | 30/12/2012                  | Kaboul         | Kaboul        | Afghanistan   | 65                    |
| 90 | 05/08/2013 | Thomas                | Gwenaël        | H    | 39  | Air        | Adjudant                       | Sous-officier     | BA 123           | Orléans                   | 45       | --             | Autre            | Non                         | --                          | Kaboul         | Kaboul        | Afghanistan   | 35                    |

## Statistiques
La moyenne d'âge des soldats morts ou tués en Afghanistan au 7 août 2012 est de 30,4 ans et s'étend de 19 à 46 ans. La jeunesse des soldats déployés en Afghanistan a ému l'opinion publique française, en particulier au lendemain de l'embuscade d'Uzbin qui a couté la vie à 10 soldats dont 4 de 19 et 20 ans tout juste. L'état-Major des armées objecte que cet âge est parfaitement normal dans les unités opérationnelles et souligne que les soldats reçoivent un entrainement spécifique qui dure plusieurs mois. Les témoignages des soldats du détachement d'Uzbin corroborent l'idée qu'ils étaient techniquement et moralement prêts. Étant donné les conditions de recrutement et la durée de préparation spécifique toutefois, il apparaît peu probable que des soldats plus jeunes soient exposés. L'engagement dans l'Armée Française est réservé aux citoyens français âgés d'au moins 17 ans.
Parmi les tués en opération figurent 12 légionnaires dont un officier (français); les militaires du rang tués étaient polonais, ukrainien, slovaque, népalais, sud-africain, bulgare, serbe, russe et français (3).
Les départements et territoires d'outre-mer payent également un lourd tribut: 9 tués, venant de La Réunion (5), Tahiti (2), la Guadeloupe (1) et la Nouvelle-Calédonie (1).

### Nombre de militaires tués par année
| Année | MPLF | Non MPLF | Total |
| ----- | ---- | -------- | ----- |
| 2013  | 0    | 1        | 1     |
| 2012  | 10   | 0        | 10    |
| 2011  | 21   | 5        | 26    |
| 2010  | 14   | 2        | 16    |
| 2009  | 6    | 5        | 11    |
| 2008  | 10   | 1        | 11    |
| 2007  | 2    | 1        | 3     |
| 2006  | 7    | 0        | 7     |
| 2005  | 1    | 1        | 2     |
| 2004  | 0    | 3        | 3     |
| Total | 71   | 19       | 90    |

### Nombre de militaires tués par année et par mois
| Année | J | F | M | A | M | J  | J | A  | S | O | N | D | Total |
| ----- | - | - | - | - | - | -- | - | -- | - | - | - | - | ----- |
| 2013  | 0 | 0 | 0 | 0 | 0 | 0  | 0 | 1  | 0 | 0 | 0 | 0 | 1     |
| 2012  | 5 | 0 | 0 | 0 | 0 | 4  | 0 | 1  | 0 | 0 | 0 | 0 | 10    |
| 2011  | 1 | 2 | 0 | 1 | 2 | 5  | 7 | 4  | 1 | 0 | 1 | 2 | 26    |
| 2010  | 3 | 1 | 0 | 1 | 1 | 2  | 1 | 4  | 0 | 1 | 0 | 2 | 16    |
| 2009  | 0 | 1 | 1 | 0 | 0 | 1  | 0 | 0  | 1 | 6 | 1 | 0 | 11    |
| 2008  | 0 | 0 | 0 | 0 | 0 | 0  | 0 | 10 | 0 | 0 | 1 | 0 | 11    |
| 2007  | 0 | 0 | 0 | 0 | 0 | 0  | 1 | 1  | 1 | 0 | 0 | 0 | 3     |
| 2006  | 0 | 0 | 1 | 1 | 3 | 0  | 0 | 2  | 0 | 0 | 0 | 0 | 7     |
| 2005  | 0 | 1 | 0 | 0 | 0 | 0  | 0 | 0  | 1 | 0 | 0 | 0 | 2     |
| 2004  | 0 | 0 | 0 | 0 | 0 | 0  | 0 | 1  | 0 | 2 | 0 | 0 | 3     |
| Total | 9 | 5 | 2 | 3 | 6 | 12 | 9 | 24 | 4 | 9 | 3 | 4 | 90    |

### Nombre de militaires tués par sexe
|        | Homme | Femme |
| ------ | ----- | ----- |
| Nombre | 90    | 0     |

### Nombre de militaires tués par âge

#### Tableau
|        | 19 | 20 | 21 | 22 | 23 | 24 | 25 | 26 | 27 | 28 | 29 | 30 | 31 | 32 | 33 | 34 | 35 | 36 | 37 | 38 | 39 | 40 | 41 | 42 | 43 | 44 | 45 | 46 | 47 |
| ------ | -- | -- | -- | -- | -- | -- | -- | -- | -- | -- | -- | -- | -- | -- | -- | -- | -- | -- | -- | -- | -- | -- | -- | -- | -- | -- | -- | -- | -- |
| Nombre | 3  | 5  | 4  | 6  | 2  | 7  | 3  | 1  | 5  | 3  | 4  | 8  | 2  | 2  | 2  | 4  | 4  | 3  | 2  | 3  | 4  | 3  | 0  | 2  | 2  | 0  | 4  | 1  | 1  |

#### Histogramme
Pour des raisons techniques, il est temporairement impossible d'afficher le graphique qui aurait dû être présenté ici.

### Nombre de militaires tués par armée
|        | Armée de terre | Armée de l'air | Marine nationale |
| ------ | -------------- | -------------- | ---------------- |
| Nombre | 84             | 2              | 4                |

### Nombre de militaires tués par grade (avant titre posthume)

#### Tableau
|        | Militaires du rang | Militaires du rang | Militaires du rang | Militaires du rang | Militaires du rang | Sous-officiers et officiers mariniers subalternes | Sous-officiers et officiers mariniers subalternes | Sous-officiers et officiers mariniers subalternes | Sous-officiers et officiers mariniers subalternes | Sous-officiers et officiers mariniers subalternes | Sous-officiers et officiers mariniers subalternes | Sous-officiers et officiers mariniers supérieurs | Sous-officiers et officiers mariniers supérieurs | Sous-officiers et officiers mariniers supérieurs | Sous-officiers et officiers mariniers supérieurs | Sous-officiers et officiers mariniers supérieurs | Officiers subalternes | Officiers subalternes | Officiers supérieurs |
| 1reCL  | CAP                | BRI                | CCH                | BRC                | SGT                | MDL                                               | SM                                                | SGC                                               | MDC                                               | MT                                                | ADJ                                               | PM                                               | ADC                                              | MP                                               | MAJ                                              | LTN                                              | CNE                   | CDT                   |                      |
| ------ | ------------------ | ------------------ | ------------------ | ------------------ | ------------------ | ------------------------------------------------- | ------------------------------------------------- | ------------------------------------------------- | ------------------------------------------------- | ------------------------------------------------- | ------------------------------------------------- | ------------------------------------------------ | ------------------------------------------------ | ------------------------------------------------ | ------------------------------------------------ | ------------------------------------------------ | --------------------- | --------------------- | -------------------- |
| Nombre | 6                  | 15                 | 1                  | 12                 | 3                  | 9                                                 | 3                                                 | 2                                                 | 4                                                 | 1                                                 | 0                                                 | 5                                                | 0                                                | 13                                               | 2                                                | 2                                                | 1                     | 7                     | 2                    |

#### Histogramme
Pour des raisons techniques, il est temporairement impossible d'afficher le graphique qui aurait dû être présenté ici.

### Nombre de militaires tués par catégorie (avant titre posthume)
|        | Militaires du rang | Sous-officiers et officiers mariniers | Officiers |
| ------ | ------------------ | ------------------------------------- | --------- |
| Nombre | 37                 | 41                                    | 10        |

### Nombre de militaires tués par garnison

#### Nombre de militaires tués par unité
- Tableaux :

|        | 1ère BM | 1erRC | 1erRCP | 1erRHP | 1erRM | 1erRPIMa | 2eREG | 2eREI | 2eREP | 2eRIMa | 3eRG | 3eRH | 3eRHC | 3eRIMa | 7eBCA | 8eRPIMa | 13eBCA | 13eRDP | 13eRG | 17eRGP | 19eRG |
| ------ | ------- | ----- | ------ | ------ | ----- | -------- | ----- | ----- | ----- | ------ | ---- | ---- | ----- | ------ | ----- | ------- | ------ | ------ | ----- | ------ | ----- |
| Nombre | 1       | 1     | 5      | 2      | 1     | 4        | 5     | 2     | 5     | 2      | 2    | 2    | 1     | 5      | 1     | 8       | 3      | 2      | 2     | 5      | 1     |

|        | 21eRIMa | 27eBCA | 35eRAP | 35eRI | 40eRA | 93eRAM | 126eRI | 152eRI | 402eRA | 517eRT | BA 123 | CFT | Commando Jaubert | Commando Marine | Commando Trépel | CPA 10 | EAG | ECPAD | GIACM | RICMa | RMT |
| ------ | ------- | ------ | ------ | ----- | ----- | ------ | ------ | ------ | ------ | ------ | ------ | --- | ---------------- | --------------- | --------------- | ------ | --- | ----- | ----- | ----- | --- |
| Nombre | 2       | 1      | 1      | 2     | 3     | 4      | 1      | 1      | 1      | 1      | 1      | 1   | 1                | 1               | 2               | 1      | 1   | 1     | 1     | 1     | 1   |

- Histogrammes :

Pour des raisons techniques, il est temporairement impossible d'afficher le graphique qui aurait dû être présenté ici.

Pour des raisons techniques, il est temporairement impossible d'afficher le graphique qui aurait dû être présenté ici.

#### Nombre de militaires tués par ville de garnison
- Tableaux :

|        | Annecy | Barby | Bayonne | Belfort | Besançon | Brive-la-Gaillarde | Calvi | Castres | Châlons-en-Champagne | Charleville-Mézières | Châteauroux | Châtel-Saint-Germain | Colmar | Dieuze | Etain | Fréjus |
| ------ | ------ | ----- | ------- | ------- | -------- | ------------------ | ----- | ------- | -------------------- | -------------------- | ----------- | -------------------- | ------ | ------ | ----- | ------ |
| Nombre | 1      | 3     | 4       | 2       | 1        | 1                  | 5     | 8       | 2                    | 2                    | 1           | 1                    | 1      | 2      | 1     | 2      |

|        | Ivry-sur-Seine | Le Mans | Lille | Lorient | Lyon | Metz | Meyenheim | Montauban | Nîmes | Orléans | Pamiers | Poitiers | Saint-Christol | Suippes | Tarbes | Thierville-sur-Meuse | Valdahon | Vannes | Varces-Allières |
| ------ | -------------- | ------- | ----- | ------- | ---- | ---- | --------- | --------- | ----- | ------- | ------- | -------- | -------------- | ------- | ------ | -------------------- | -------- | ------ | --------------- |
| Nombre | 1              | 2       | 1     | 4       | 1    | 3    | 1         | 5         | 2     | 2       | 5       | 1        | 5              | 3       | 3      | 1                    | 2        | 5      | 5               |

- Histogramme :

Pour des raisons techniques, il est temporairement impossible d'afficher le graphique qui aurait dû être présenté ici.

Pour des raisons techniques, il est temporairement impossible d'afficher le graphique qui aurait dû être présenté ici.

#### Nombre de militaires tués par département de garnison
- Tableau :

|        | 08 | 09 | 19 | 20 | 25 | 30 | 36 | 38 | 45 | 51 | 55 | 56 | 57 | 59 | 64 | 65 | 68 | 69 | 72 | 73 | 74 | 81 | 82 | 83 | 84 | 86 | 90 | 94 |
| ------ | -- | -- | -- | -- | -- | -- | -- | -- | -- | -- | -- | -- | -- | -- | -- | -- | -- | -- | -- | -- | -- | -- | -- | -- | -- | -- | -- | -- |
| Nombre | 2  | 5  | 1  | 5  | 3  | 2  | 1  | 5  | 2  | 5  | 2  | 9  | 6  | 1  | 4  | 3  | 2  | 1  | 2  | 3  | 1  | 8  | 5  | 2  | 5  | 1  | 2  | 1  |

- Histogramme :

Pour des raisons techniques, il est temporairement impossible d'afficher le graphique qui aurait dû être présenté ici.

### Nombre de militaires tués par opération
|        | Héraclès | Pamir | Bison Buffer 2 | Endurance | Hermès Burrow | NC |
| ------ | -------- | ----- | -------------- | --------- | ------------- | -- |
| Nombre | 7        | 77    | 1              | 1         | 1             | 3  |

### Nombre de militaires tués par département ou pays de naissance

#### Tableau
|        | 08 | 13 | 14 | 15 | 16 | 21 | 22 | 25 | 27 | 31 | 33 | 34 | 35 | 37 | 38 | 39 | 46 | 50 | 51 | 53 | 54 | 59 | 62 | 63 | 64 | 65 | 66 | 67 | 69 | 70 | 72 | 74 | 75 | 77 | 80 | 81 | 84 | 88 | 91 | 92 | 94 | 95 | 974 | 988 | Drapeau d'Afrique du Sud | Drapeau de la Bulgarie | Drapeau des Comores | Drapeau de Madagascar | Drapeau du Maroc | Drapeau du Népal | Drapeau de la Pologne | Drapeau de la Russie | Drapeau du Sénégal | Drapeau de la Serbie | Drapeau de la Slovaquie | Drapeau de la Suisse |
| ------ | -- | -- | -- | -- | -- | -- | -- | -- | -- | -- | -- | -- | -- | -- | -- | -- | -- | -- | -- | -- | -- | -- | -- | -- | -- | -- | -- | -- | -- | -- | -- | -- | -- | -- | -- | -- | -- | -- | -- | -- | -- | -- | --- | --- | ------------------------ | ---------------------- | ------------------- | --------------------- | ---------------- | ---------------- | --------------------- | -------------------- | ------------------ | -------------------- | ----------------------- | -------------------- |
| Nombre | 1  | 1  | 3  | 1  | 1  | 1  | 1  | 1  | 1  | 1  | 3  | 1  | 2  | 3  | 4  | 1  | 1  | 2  | 1  | 1  | 2  | 4  | 1  | 1  | 1  | 2  | 1  | 1  | 1  | 1  | 2  | 2  | 8  | 1  | 1  | 3  | 1  | 1  | 3  | 2  | 2  | 1  | 3   | 1   | 1                        | 1                      | 1                   | 1                     | 1                | 1                | 1                     | 2                    | 1                  | 1                    | 1                       | 1                    |

#### Histogramme
Pour des raisons techniques, il est temporairement impossible d'afficher le graphique qui aurait dû être présenté ici.

## Hommages personnels
Dans le but de rendre hommage aux soldats français tombés en Afghanistan, le député UMP Philippe Meunier, a déposé le 21 septembre 2011 une proposition de loi à l'Assemblée nationale visant l’inscription obligatoire des noms des soldats « Morts pour la France » dans les conflits et opérations extérieurs sur les monuments aux morts de leurs communes de naissance et de domiciliation. La proposition n'est pas inscrite à l'ordre du jour de l'Assemblée. Le député Meunier dépose alors un amendement, qui est adopté, dans le cadre de la discussion du projet de loi fixant au 11 novembre la commémoration de tous les morts pour la France. La loi est votée le 20 février 2012 et rend donc obligatoire en son article 2, l'inscription des soldats morts pour la France sur un monument aux morts.  
- Le nom de l'adjudant-chef Nicolas Rey (3° RG) tué en Afghanistan en 2008 a été inscrit sur le monument aux morts de la commune de Bouhans-et-Feurg (Haute-Saône) le 23 novembre 2009. Coralie Rey, son épouse, est originaire de ce village et elle s'y était mariée avec Nicolas Rey. Le corps de son mari, originaire du Tarn, repose désormais dans le cimetière communal[14].
- Le nom du caporal-chef Nicolas Planelles (CPA 10) tué en Afghanistan en 2006 a été inscrit sur le monument aux morts de Créteil (Val-de-Marne) le 8 mai 2010[15]. Une promotion de l'école d'enseignement technique de l'Armée de l'air a été baptisée en sa mémoire[16]. Une stèle commémorant son sacrifice est disposée au sein de l'école[17].
- Le nom de l'adjudant-chef Hervé Enaux (35e RI) tué en Afghanistan en 2010 a été inscrit sur le monument aux morts de la commune de Taintrux (Vosges), dont il était originaire, le 5 juin 2011. Le 35e RI était représenté par son chef de corps, le colonel Rondeau, et un piquet d’honneur. Une délégation de 28 « gaillards » de la 3e compagnie  était également venue rendre hommage à leur camarade[18].
- Le nom du 1re classe Cyril Louaisil (2e RIMa) tué en Afghanistan en 2011 a été inscrit sur le monument aux morts de la commune de Ballots (Mayenne), dont il était originaire, le 24 septembre 2011[19]. Le monument est situé dans le cimetière communal où il repose. L'Association Cyril-Louaisil veille à la mémoire du soldat et de tous les anciens combattants du groupement tactique Richelieu en Afghanistan[20]. Le 25 mai 2011, ses obsèques religieuses étaient célébrées en l'église Saint-Martin de Ballots[21].
- Le nom du caporal-chef Clément Chamarier (27e BCA) tué en Afghanistan en 2011 a été inscrit sur le monument aux morts de la commune de Saint-Aupre (Isère) le 11 novembre 2011 à l'occasion du Jour du Souvenir commémorant tous les morts pour la France[22].
- Le nom de l'adjudant-chef Thibault Miloche (126e RI) tué en Afghanistan en 2010 a été inscrit le 11 novembre 2011 sur le monument aux morts de Moissac (Tarn-et-Garonne) où ce père de famille était domicilié[23].
- La commune de Montauban, ville de garnison du 17e RGP, a fait inscrire sur son monument aux morts les noms de Kamel Elward (2006), Gilles Sarrazin (2006), Guillaume Nunès-Patego (2011), Jean-Marc Guéniat (2011), Emmanuel Techer (2011), Valéry Tholy (2011), ainsi que celui de l'ensemble des soldats du régiment tombés lors d'une opération extérieure (OPEX)[24].
- La municipalité de Caen a décidé de mettre à disposition un terrain situé dans le parc Claude-Decaen pour y ériger un mémorial en l'honneur des soldats français morts durant la guerre d'Indochine, la guerre de Corée, la guerre d'Algérie et les combats du Maroc et de Tunisie, et dans le cadre des OPEX (opérations extérieures) telle que l'intervention dans la guerre d'Afghanistan. Les noms des soldats caennais tués en Afghanistan y seront inscrits, c'est-à-dire ceux du lieutenant Thomas Gauvin (1er RCP) tué en 2011, du capitaine Fabrice Roullier (1re BM) tué en 2010 et du caporal Damien Gaillet (8e RPIMa) tué en 2008. Il devrait être construit début 2012[25].
- Les noms du capitaine Lorenzo Mezzasalma et du caporal-chef Panezyck ont été rajoutés sur le monument aux morts de la ville de Fréjus, place Agricola. Fréjus étant la ville de garnison du 21e RIMa.
- Une place porte le nom du capitaine Camille Levrel, tué le 14 août 2011 en Afghanistan, à Steinbach en Alsace depuis la fin de l'année 2011[26].
- Un square porte le nom du maréchal des logis-chef Harouna Diop à Châteauroux depuis le début de l'année 2012[27].
- La promotion 2007-2009 des classes préparatoires aux grandes Écoles du Lycée militaire d'Autun porte le nom du Maître principal Loïc Le Page qu'il fréquenta de la classe de 6e à la première année de classes préparatoires de 1986 à 1995. Le baptême de promotion a eu lieu le samedi 7 février 2009 à Autun. La promotion 2014-2015 de la Préparation Militaire Marine Kieffer porte le nom du maître principal Loïc Le Page. Le baptême de promotion a eu lieu le samedi 7 février 2015 à Villeneuve-Saint-Georges en présence de sa famille. La cérémonie était présidée par le VAE Christophe Prazuck.

- La promotion 2011-2012 du 4e Bataillon de l'École Spéciale Militaire de Saint-Cyr porte le nom du chef de bataillon Christophe Barek-Deligny (3e RG) qui y fut formé en tant qu'officier. Le baptême de promotion fut effectué le 8 décembre 2011 en présence de ses parents et de sa veuve[28].
- La 14e promotion de l'École du personnel paramédical des armées de Toulon a été baptisée du nom de l'ICS Thibault Miloche[29].
- Le Monument aux morts de Calvi en Corse, ville garnison du 2°REP porte le nom du sergent-chef Rygiel, du caporal-chef Thapa, et des caporaux Hutnik et Jansen.
- En juillet 2013, la 52e promotion de l'École Militaire Interarmes de Saint-Cyr Coëtquidan a été baptisée promotion « Ceux d'Afghanistan » en mémoire notamment du capitaine Benoît Dupin, ancien élève de l'école, et de tous ses frères d'armes. Le 1er mars 2014, elle a organisé les "89 km pour Ceux d'Afghanistan", une grande course à pied réunissant 700 coureurs militaires et civils et où chaque kilomètre parcouru représentait un hommage à un soldat français mort en Afghanistan. Une stèle dédiée aux 89 soldats a été inaugurée le soir même en compagnie de blessés d'Afghanistan et  de familles de décédés.
- La 76e section d'éclaireurs de montagne de l'EMHM a été baptisée Major Franck Bouzet le 11 avril 2014.
- Le 10 mai 2023, le conseil municipal de Perpignan et son maire Monsieur Louis Aliot, ont accédé aux demandes de la mère du défunt et de Monsieur Serge HENRY, en baptisant un ouvrage en hommage au militaire originaire de Perpignan et mort pour la France : le pont reliant le lotissement Catalunya à celui de la Porte d'Espagne et qui enjambe la D900 ne s'appelle plus Pont d'Auchan il a été baptisé "Pont sergent Rodolphe PENON infirmier du 2° REP, mort à UZBIN le 18 Août 2008".